# Cryptocephalus paulomaculatus
Cryptocephalus paulomaculatus es una especie de insecto coleóptero de la familia Chrysomelidae.
Fue descrita científicamente en 1981 por Kimoto & Gressitt.